# 台湾高山铁线蕨
台湾高山铁线蕨（学名：Adiantum roborowskii var. taiwanianum）为铁线蕨科铁线蕨属下的一个变种。